# Frau Regel Amrain und ihr Jüngster
Frau Regel Amrain und ihr Jüngster ist eine Erzählung aus dem Novellenzyklus Die Leute von Seldwyla von Gottfried Keller, der 1856 in Braunschweig erschien. Ihr Thema ist die Erziehung eines Jungen zu einem aufrechten Mann und Bürger. Franz Duncker hatte den Text 1855 in der Berliner Volks-Zeitung vorabgedruckt.

## Vorgeschichte
Herr Amrain, ehemals Knopfmacher, hatte sich unter die Seldwyler Spekulanten gemischt und einen Steinbruch vor den Toren des Städtchens an sich gebracht. Er ließ aber nie Steine brechen, sondern hatte mit dem neuen Eigentum lediglich spekuliert. Als ein konservativer Geldgeber den liberalen Herrn Amrain durchschaute, zog er sein Kapital von dem Steinbruch ab. Daraufhin ließ Herr Amrain seine Gattin Regula mit den drei Kindern in Seldwyla im Stich und setzte sich nach Nordamerika ab.

## Handlung
Frau Regula Amrain, die neue Besitzerin des Steinbruchs, stellt den fähigen Werkführer Florian von außerhalb ein und lässt wirklich Steine brechen. Die Produktion kommt in Schwung. Frau Regula kann mit der Zeit auch alle früheren Verbindlichkeiten bezahlen.
Florian drängt Regula zur Scheidung in der Absicht, die attraktive, beinahe 30-jährige Frau hernach zu heiraten und damit Herr in dem florierenden Unternehmen zu werden. Eines Abends, als Florian seine Chefin zu Hause aufsucht und immer zudringlicher wird, vertreibt ihn der fünf Jahre alte Sohn Fritz. Äußerlich gleicht Fritzchen seinem flüchtigen Vater; Regula kann sich an dem Kinde kaum sattsehen und beschließt die Erziehung ihres Retters zu einem Fritz Amrain der besonderen Art. Die Mutter lässt fortan nur gute Charaktereigenschaften bei ihrem Sohne gelten; sie erzieht ihn jedoch mehr durch ihr Beispiel als durch Ermahnungen. Die Nähe zur Mutter lässt Fritz deren Wesen annehmen – ausführlich erklärt der Erzähler, wie sich ihre Erziehung von der in Seldwyla üblichen unterscheidet; aufgrund der vernünftigen Erziehung wächst Fritz zu einem ordentlichen Burschen heran. Schon als 14-jähriger Junge arbeitet Fritz im Steinbruch der Mutter; als 18-Jähriger leitet er bereits die Arbeiter der Firma an. Doch auch beim beinahe oder bereits erwachsenen Sohn muss die Mutter noch viermal energisch eingreifen, um ihn vor Dummheiten zu bewahren – das macht den Hauptteil der Erzählung aus.
Beim ersten Mal geht es um die Wahl einer passenden Frau für den jungen Burschen. Regula verhindert, dass sich Fritz mit gewissen Seldwyler Damen abgibt, deren Ruf nicht der beste ist. Fritz versteht. Er sucht sich seinen Schatz nicht mehr innerhalb der Mauern von Seldwyla, sondern auswärts – in der Heimat der Mutter. Die nächste Notwendigkeit, Fritz zu erziehen, ergibt sich, als dieser zu politisieren beginnt; Fritz ist ein guter Liberaler, fängt aber auf einmal an, ein und dieselbe Sache ewig durchzukauen und durch blindes Behaupten sich selbst zu betäuben. Die Mutter verweist es ihm mit dem Hinweis, dass sie solchen Lärm in ihrem Haus nicht hören wolle. Das dritte Mal handelt es sich um einen der bewaffneten Auszüge der Seldwyler Männer, an dem sich Fritz beteiligt. Einwohner in der Nachbarschaft Seldwylas sollen zur Räson gebracht werden. Regula lässt den Sohn ohne Widerspruch ziehen; sie ist sogar insgeheim ein wenig stolz auf den hübschen wehrhaften Burschen. Das Unternehmen wird ergebnislos abgebrochen; Fritz geht tags darauf wortlos-ernüchtert an seine Arbeit in den Steinbruch. Auf der nächtlichen Expedition hat er sich seinen feinen Rock verdorben und der Geldbeutel ist leer. Beim nächsten Feldzug ins Feindesland – Fritz ist wieder mit von der Partie – wird er entwaffnet, als Freischärler gefangengesetzt und kann nur gegen Lösegeld freikommen. Die Mutter, von dem Eingekerkerten brieflich zur Zahlung genötigt, nimmt sich so lange Zeit, bis Fritz amnestiert wird. Wiederum versteht der Sohn die Erziehungsabsichten der Mutter. Kaum 20-jährig, ist Fritz ein ernster Mann geworden. Regula erlaubt dem Sohn die Heirat. Seine Ehefrau schenkt Fritz ein Jahr danach ein kleines hübsches Söhnchen. Noch einmal muss die Mutter jedoch in das Leben des jungen Familienvaters eingreifen: Es geht um die Wahl der „verwaltenden und richterlichen Behörden“ in Seldwyla. Fritz will sich daran wie die meisten Seldwyler nicht beteiligen. Regula holt ihn aus der Arbeit im Steinbruch heraus und schickt ihn nach einem langen Gespräch über Pflichten des Bürgers zur Wahl. Dort setzt er durch, dass der unfähige Präsident der Versammlung verschwindet und dass zwei vernünftige Bauern aus der Umgebung in den Rat gewählt werden.
Als der Vater unerwartet und mit viel Geld aus Amerika heimkehrt, ist Fritz erzogen. Fritz, der neue, charakterlich gefestigte Geschäftsführer der prosperierenden Firma Amrain widersetzt sich den Ansprüchen seines Vaters, der sich von seinem Sohn noch ein bißchen erziehen lässt, sich mit seiner Frau versöhnt und in die Arbeit im Geschäft einfügt.

## Rezeption
Äußerungen aus dem 19. Jahrhundert
- Berthold Auerbach lobt in einer Rezension vom 17. April 1856 die „Tiefe und Feinheit psychologischer Erkenntniß“.[3]
- Robert Prutz hebt in einer Besprechung vom 14. August 1856 die Zeichnung der Protagonistin hervor.[4]
- Heinrich von Treitschke ist 1860 „von der schlichten Einfalt dieser Erzählung“[5] beeindruckt.

Neuere Äußerungen
- Hans Richter sieht 1960 die „Erziehungsnovelle“ als Parodie auf eine tadellose Erziehung.[6]
- Die verkehrte Welt – der Sohn behandelt den Vater als Kind – ist nach Böning[7] das novellistische Element. Dagegen bezeichnet Breitenbruch mit Berufung auf Gottfried Keller den Text als einen kleinen Roman.[8]
- Selbmann[9] zitiert Ermatinger, Muschg und Kaiser. Nach denen habe sich Gottfried Keller Autobiographisches von der Seele geschrieben.
- Nach Hannelore Schlaffer[10] ist der Text mehr ein überschaubarer Erziehungsroman als eine Novelle, denn unerhörten Begebenheiten kommt Frau Regel Amrain durch Erziehung ihres Jüngsten zuvor. Zudem sei Erziehung jedweder Poesie abträglich und ergebe höchstens Prosa.

### Erstausgabe
- Frau Regel Amrain und ihr Jüngster in: Die Leute von Seldwyla. Erzählungen von Gottfried Keller. Friedrich Vieweg, Braunschweig 1856. 523 Seiten

### Verwendete Ausgabe
- Frau Regel Amrain und ihr Jüngster. S. 145–194 in: Thomas Böning (Hrsg.): Gottfried Keller. Die Leute von Seldwyla. Deutscher Klassiker Verlag im Taschenbuch. Band 10, Frankfurt am Main 2006, ISBN 3-618-68010-4 (entspricht „Gottfried Keller, Sämtliche Werke in sieben Bänden“ (am selben Verlagsort vom selben Herausgeber))

### Sekundärliteratur
- Bernd Breitenbruch: Gottfried Keller. Rowohlt, Reinbek bei Hamburg 1968 (Aufl. 1998), ISBN 3-499-50136-8
- Hannelore Schlaffer: Poetik der Novelle. Metzler, Stuttgart 1993, ISBN 3-476-00957-2
- Die Regeln der Erziehung. Frau Regel Amrain und ihr Jüngster. S. 65–69 in: Rolf Selbmann: Gottfried Keller. Romane und Erzählungen. Erich Schmidt Verlag, Berlin 2001 (Klassiker-Lektüren Bd. 6), ISBN 3-503-06109-6

## Anmerkung
1. ↑  Da sind noch die beiden älteren Brüder Fritzchens. Äußerlich gleichen sie der Mutter. Regula gibt die beiden Söhne nach außerhalb in eine Lehre. Auch als Männer kehren sie nicht nach Seldwyla zurück und führen an dem ihnen zugewiesenen neuen Wohnort ein ehrbares Berufsleben. Dieses Abschieben der zwei Jungen, also die Konstruktion Gottfried Kellers, kommentiert Selbmann humorig mit der „literarischen Unbrauchbarkeit solcher Kinder“ (Selbmann, S. 68, 3. Z.v.u.).